# Jasmin Glaesser
Jasmin Glaesser o Jasmin Duehring (nom de casada) (Paderborn, Alemanya, 8 de juliol de 1992) és una ciclista canadenca especialista en la pista. Actualment a l'equip Sho-Air Twenty20. Va aconseguir una medalla de bronze als Jocs Olímpics de Londres en Persecució per equips, que va repetir a la mateixa prova als Jocs de Rio. També ha guanyat diverses medalles al Campionat del Món i als Jocs Panamericans.

## Palmarès en pista
- 2011
  - Medalla d'or als Jocs Panamericans en Persecució per equips (amb Stephanie Roorda i Laura Brown)
- 2012
  -  Medalla de bronze als Jocs Olímpics de Londres en Persecució per equips (amb Tara Whitten i Gillian Carleton)
- 2014
  - 1a als Campionats Panamericans en Persecució
  - 1a als Campionats Panamericans en Puntuació
- 2015
  - Medalla d'or als Jocs Panamericans en Persecució per equips (amb Kirsti Lay, Laura Brown i Allison Beveridge)
  -  Campiona del Canadà de Persecució per equips (amb Kirsti Lay, Laura Brown i Allison Beveridge)
- 2016
  -  Medalla de bronze als Jocs Olímpics de Rio de Janeiro en Persecució per equips (amb Allison Beveridge, Kirsti Lay, Georgia Simmerling i Laura Brown)
  - 1a als Campionats Panamericans en Puntuació
  - 1a als Campionats Panamericans en Persecució per equips

### Resultats a laCopa del Món
- 2012-2013
  - 1a a Aguascalientes, en Persecució per equips
- 2013-2014
  - 1a a Guadalajara, en Persecució per equips
- 2015-2016
  - 1a a Cali i Hong Kong, en Persecució per equips

## Palmarès en ruta
- 2015
  - Medalla d'or als Jocs Panamericans en ruta
- 2016
  - Vencedora d'una etapa al Tour de Gila